# Aspidoras raimundi
Aspidoras raimundi är en fiskart som först beskrevs av Steindachner, 1907.  Aspidoras raimundi ingår i släktet Aspidoras och familjen Callichthyidae. Inga underarter finns listade.